# 1385
1385 (MCCCLXXXV) fue un año común comenzado en sábado del calendario juliano, en vigor en aquella fecha.

## Acontecimientos
- 6 de abril: en Portugal, Juan I de Portugal, maestre de la Orden de Avis, se convierte en el rey Juan I.
- 14 de agosto - Batalla de Aljubarrota (Crisis de 1383-1385 en Portugal): Juan I de Portugal, fundador de la Dinastía de Avís, derrota al ejército de Juan I de Castilla.
- 29 de septiembre: Se coloca la primera piedra del Castillo de los Este en Ferrara, Italia.

## Fallecimientos
- 14 de agosto: Pedro González de Mendoza, militar y poeta castellano, en la batalla de Aljubarrota.
- 14 de agosto: Juan Ramírez de Arellano el Mozo, señor de Dicastillo y Valtierra. Falleció en la batalla de Aljubarrota.
- 14 de agosto: Diego Gómez Sarmiento, mariscal de Castilla y adelantado mayor de Castilla y de Galicia. Murió en la batalla de Aljubarrota.
- 19 de diciembre: Murió envenenado Bernabé Visconti, Señor de Milán.